# William H. K. Pollock

William Henry Krause Pollock

William Henry Krause Pollock (* 21. Februar 1859 in Cheltenham, England; † 5. Oktober 1896 in Clifton (Bristol)) war ein englischer Chirurg und Schachmeister.

## Leben
Pollock war der Sohn des Pfarrers William J. Pollock und seiner Frau Eliza Angelina Krause. Er besuchte das Clifton College und studierte von 1880 bis 1882 Medizin in Dublin. Schon hier war er Mitglied im „Dublin Chess Club“ und publizierte Schachprobleme in der Zeitung „The Practical Farmer“. 1882 wurde er Assistent am Royal College of Surgeons in Dublin. Nachdem er seine Approbation als Arzt erhalten hatte, kehrte er nach England zurück und arbeitete als Chirurg. Nach ersten Schach-Erfolgen reiste er 1889 nach New York, um am 6. Amerikanischen Schach-Kongress teilzunehmen, bei dem er mit 17,5 Punkten aus 38 Partien den 11. Platz belegte. Im Jahre 1892 war er Privatsekretär von Wilhelm Steinitz. Nach der Teilnahme am Turnier in New York 1895 verschlechterte sich sein Gesundheitszustand, er erkrankte an Tuberkulose und kehrte nach England zurück, wo er im Haus seines Vaters in Clifton 1896 verstarb.
Sein größter schachlicher Erfolg war das Turnier in Belfast 1886, das er mit 8 Punkten aus 8 Partien vor Joseph Henry Blackburne und Amos Burn gewann. Beim Turnier in Hastings 1895 kam er mit 8 Punkten aus 21 Partien auf Platz 19, konnte aber gegen Steinitz und Tarrasch gewinnen.
Sein einziges Schachbuch schrieb Pollock zusammen mit James Mason: Games in the St. Petersburg Tournament, 1895–96. Leeds, Whitehead and Miller 1896.
Die höchste historische Elo-Zahl Pollocks wurde mit 2541 für den Juli 1889 berechnet.
Nach ihm sind zwei Eröffnungsvarianten benannt: in der Spanischen Partie (1. e4 e5 2. Sf3 Sc6 3. Lb5 Sa5) und in der Französischen Verteidigung (1. e4 e6 2 d4 d5 3. Sc3 Sf6 4. Lg5 Le7 5. e5 Sfd7 6. Lxe7 Dxe7 7. Dg4).